# Pavel Mašek
Pavel Mašek (17. dubna 1926 -2006) byl český a československý důstojník, politik Komunistické strany Československa a poúnorový poslanec Národního shromáždění ČSR.

## Biografie
Ve volbách roku 1954 byl zvolen do Národního shromáždění za KSČ ve volebním obvodu Valašské Meziříčí. V Národním shromáždění zasedal do konce jeho funkčního období, tedy do voleb v roce 1960.
V době, kdy byl zvolen do parlamentu, mu bylo teprve 28 let. Pocházel ze Šumavy, vystudoval učitelský ústav v Plzni a po krátké učitelské praxi se stal profesionálním vojákem, v níž sloužil jako důstojník. Do Národního shromáždění kandidoval s hodností podplukovníka.K roku 1954 se profesně uvádí jako člen ONV v Kroměříži a důstojník.
K roku 1975 se uvádí jistý Pavel Mašek jako náčelník politického oddělení a zástupce náčelníka Zpravodajské správy Generálního štábu ČSLA. Tehdy měl hodnost plukovníka a byl povýšen na generálmajora.